# Another Scoop
Another Scoop è un album di raccolta del musicista britannico Pete Townshend (chitarrista dei The Who), pubblicato nel 1987.

## Tracce
Tutte le canzoni sono state scritte e composte da Pete Townshend, tranne dove indicato.
Disco 1
1. You Better You Bet – 5:19
2. Girl in a Suitcase – 3:26
3. Brooklyn Kids – 4:49
4. Pinball Wizard – 3:00
5. Football Fugue – 3:25
6. Happy Jack – 2:15
7. Substitute – 3:35
8. Long Live Rock – 3:47
9. Call Me Lightning – 2:12
10. Holly Like Ivy – 2:54
11. Begin the Beguine (Cole Porter) – 4:10
12. Vicious Interlude – 0:22
13. La La La Lies – 1:58
14. Cat Snatch – 3:22

Disco 2
1. Prelude No. 556 – 1:19
2. Baroque Ippanese – 2:25
3. Praying the Game – 4:17
4. Drifting Blues – 3:17
5. Christmas – 1:57
6. Pictures of Lily – 2:50
7. Don't Let Go the Coat – 4:00
8. The Kids Are Alright – 2:58
9. Prelude: The Right to Write – 1:36
10. Never Ask Me – 4:24
11. Ask Yourself – 4:30
12. The Ferryman – 5:46
13. The Shout – 3:52